# 史蒂芬·巴特沃斯
史蒂芬·巴特沃斯 OBE（1885年8月11日—1958年10月28日）是一名英國物理學家，發明了以他名字命名的濾波器，為一種可以分離不同頻率的電訊號的電路。

## 生平
巴特沃斯於1885年8月11日出生在英格蘭蘭開夏郡羅奇代爾（位於曼徹斯特北部約10英里處的一個小鎮）。他是郵差亞歷山大·巴特沃斯（Alexander Butterworth）和伊麗莎白·懷恩（Elizabeth Wynn）的兒子，在家裡四個孩子中排行第二。1904年，他進入曼徹斯特維多利亞大學，並於1907年獲得物理學學士學位和教師證書。1908年，他獲得物理學碩士學位。在接下來的11年裡，他在曼徹斯特理工大學擔任物理學講師。隨後他在英國國家物理實驗室工作了幾年，在那裡他做了確定電感標準的理論和實驗工作。1921年，他加入海軍部科學研究和實驗部門的海軍部研究實驗室。不幸的是，他的工作的保密性質禁止他在那裡的許多研究發表。然而眾所周知，他在廣泛的領域內工作。例如他確定攜帶交流電的海底電纜周圍的電磁場，他並研究水下爆炸和魚雷的穩定性。1939年，他在海軍部研究實驗室擔任首席科學官。第二次世界大戰期間，他研究了磁性水雷和船舶的退磁（作為保護它們免受磁性水雷攻擊的一種手段）。
巴特沃斯是一個一流的應用數學家，經常解決別人認為是無法解決的問題。為了獲得成功，他採用明智的近似方法、透徹的物理洞察力、巧妙的實驗和對模型的熟練使用。他是一個安靜而不張揚的人。除此之外，他的知識和建議被廣泛徵求並欣然提供。他受到同事的尊重，也受到下屬的敬重。
1942年，巴特沃斯被授予大英帝國勳章。1945年，他從海軍部研究實驗室退休。1958年10月28日，他在懷特島郡考斯的家中逝世，享年73歲。

## 備註
1. ↑  Stephen Butterworth (1930) "On the theory of filter amplifiers," Experimental Wireless and the Wireless Engineer, vol.7, pp. 536–541.
2. ↑  Register of marriages in England for April, May, and June 1882, page 40.
3. ↑  The Butterworth children:  Joseph A. (born: 1883), Stephen (born: 1885), Alice (born: 1887), and Benjamin (born: 1889).  Reference:  1901 Census of England.
4. ↑  Date of birth, father's name and occupation, and university education provided by:  University of Manchester Archives, The John Rylands University Library, The University of Manchester
5. ↑  S. Butterworth (1924) "The distribution of the magnetic field and return current round a submarine cable carrying alternating current. Part 2," Philosophical Transactions of the Royal Society of London. Series A, vol. 224, pages 141–184.
6. ↑  Navy List, March 1939.
7. ↑  Nature (1958), page 1707.
8. ↑  Supplement to the London Gazette, 11 June 1942.
9. ↑  http://www.numericana.com/answer/filter.htm#butterworth （页面存档备份，存于）  "(9 June 2007)  Low-pass Butterworth filters"
10. ↑  Brief obituary of Stephen Butterworth:  "S. Butterworth," The Times (of London, England), 7 November 1958, page 15.
11. ↑  H. F. Willis, Obituary: "Mr. Stephen Butterworth, O.B.E.," Nature, vol. 182, issue 4651, pages 1706–1707 (1958).